# Мащехата (теленовела, 1981)
Мащехата (на испански: La madrastra) е чилийска теленовела, създадена от Артуро Моя Грау, режисирана от Оскар Родригес и продуцирана от Рикардо Миранда през 1981 г.
Теленовелата, чието действие се развива в Лос Анджелис и Сантяго между 1961 и 1981 г., разказва спомените на Марсия Еспинола, невинна жена, обвинена в убийство в Съединените щати. Двадесет години по-късно тя е освободена от затвора, завръща се в Чили, за да отмъсти и да си върне децата. Постигайки широко признание и търговски успех с 80 % рейтинг на телевизионната аудитория, Мащехата се превръща във важна част от чилийската популярна култура от 80-те години.
В главните роли са Яел Унхер и Уалтер Клихе.

## Сюжет
През 1961 г. група чилийски приятели пътуват до Лос Анджелис, САЩ, просто за удоволствие. Но всичко се променя, когато една вечер, в една от хотелските стаи, се чува изстрел. Марсия, една от пътуващите, е първата, която го чува и отива в стаята, за да види какво се е случило, и там намира приятелката си Патрисия мъртва на пода. Марсия взема оръжието на убийството случайно и е обвинена, че е единственият заподозрян в убийството. Месеци по-късно Марсия е призната за виновна и осъдена на двадесет години затвор (дадена ѝ е по-ниска присъда, тъй като е бременна). Всички, които тя е смятала за свои „приятели“, ѝ обръщат гръб, включително Естебан Сан Лукас, нейният съпруг, който я оставя в северноамериканската държава и я принуждава да подпише документи за развод.
20 години по-късно, през 1981 г., Марсия се е превърна в огорчена жена и най-старата затворничка, всички останали се страхуват и я уважават за това и тя поддържа връзка само с адвоката си, който винаги е вярвал в нея. Той се опитва да ѝ помогне да излезе от затвора. Марсия получава писма от отец Белисарио, свещеникът на Помайре, който ѝ изпраща чилийска храна и глина, с която Марсия прави високо ценени фигури, продажбата на които ѝ позволява да натрупа голямо състояние. Марсия най-накрая е освободена и решава да се върне в Чили, за да разбере кой е убиецът и да отмъсти на онези, които са я предали.
От друга страна, в Чили, докато Естебан е на път да се ожени за Ана Роса, жена, която му „напомня“ на Марсия, въпреки че децата му, отговорният Ектор, своенравната Луна и несигурният Рикардо, не са съгласни със съюза, особено защото наближава нова годишнина от „смъртта на майка им“, церемония, която Естебан измисля, за да ги накара да повярват, че майка им е починала, като по този начин той крие от тях, че тя е осъдена за убийство. Естебан поставя снимки на друга жена, като кара децата си да вярват, че жената от снимките е тяхната майка. На годишнината Естебан дава на приятелите си пари, бижута и акции, за да ги накара да мълчат.
Дни по-късно приятелите получават странна покана за хотел от предполагаем стар приятел, там се появява тяхната домакиня, Марсия, която се завръща, за да си върне децата, които са ѝ отнети, да си отмъсти и да въздаде справедливост, като открие истинския убиец на Патрисия, който е сред тях. За да започне своето отмъщение, тя кара Естебан да прекъсне връзката си с Ана Роса и да се ожени отново за нея, превръщайки се в мащеха на собствените си деца, които я отхвърлят и правят живота ѝ невъзможен, въпреки че тя постепенно печели обичта им.
В същото време Марсия се опитва да открие виновника за престъплението, докато историята напредва.

## Актьори
- Яел Унхер – Марсия Еспинола де Сан Лукас / Маура Джонс
- Уалтер Клихе – Естебан Сан Лукас
- Соня Виверос – Клаудия Молина
- Патрисио Ачура – Леонело Ибаниес
- Клаудия Ди Хироламо – Луна Сан Лукас
- Кристиан Кампос – Греко Молина
- Марес Гонсалес – Луиса Сан Лукас
- Нели Мероне – Дора Сан Лукас
- Хайме Вадели – Донато Фернандес
- Глория Мюнхмайер – Естрея Саес
- Марио Лорка – Борис Ечаурен
- Силвия Сантелисес – Фелиса Моран
- Рамон Фариас – Ектор Сан Лукас
- Ана Мария Палма – Ана Роса Саес
- Гонсало Роблес – Карлос Диес Кабесас
- Артуро Моя Грау – Сантурино Диес Кабесас
- Серхио Урутия – Мигел Анхел Молина
- Луси Салгадо – Каста де Молина
- Едуардо Наведа – Серафин Диес Кабесас
- Тенисън Ферада – Отец Белисарио
- Йоя Мартинес – Вивиана
- Алберто Вега – Рикардо Сан Лукас
- Кока Гасини – Ортенсия
- Тереса Бериос – Хулия
- Гилермо Артуро Авилес Вердуго – Синът на Леонело
- Пас Ирарасабал – Летисия Харамийо
- Клаудия Пас – Ирене Харамийо
- Педро Вилагра – Херардо Буендия
- Елиана Видиела – Джейн
- Серхио Агире – Хайме
- Умберто Гаярдо – Луисин
- Освалдо Бустаманте – Раул
- Мария Искиердо – Марсела
- Соледад Перес – Соледад
- Мария Елена Гертнер – Затворничка
- Мирея Велис – Мария
- Марио Монтилес – Надзирател
- Марсела Охеда – Макарена
- Енрике Мадина – Д-р Астабурага
- Анибал Рейна – Д-р Фернандо Уртадо
- Марио Сантандер – Дарио
- Бастиан Боденхофер – Клиент на Леонело
- Хавиер Миранда – Съдия

## Премиера
Премиерата на Мащехата е на 21 април 1981 г. по Canal 13. Последният 75. епизод е излъчен на 17 септември 1981 г.

## Версии
В резултат на успеха на тази теленовела са направени различни мексикански адаптации, базирани на оригиналния сюжет, който е продаден от Артуро Моя Грау на мексиканската компания Телевиса.
- Да живееш по малко, мексиканска теленовела от 1985 – 1986 г., адаптирана от Карлос Ромеро, режисирана от Рафаел Банкелс, Педро Дамян и Беатрис Шеридан и продуцирана от Валентин Пимстейн за Телевиса, с участието на Анхелика Арагон, Рохелио Гера и Беатрис Шеридан.
- За цял живот, мексиканска теленовела от 1996 г., адаптирана от Хесус Калсада, режисирана от Хуан Карлос Муньос, Карина Дупрес и Гастон Тусет и продуцирана от Лусеро Суарес и Хуан Осорио за Телевиса, с участието на Офелия Медина, Есикел Лавандеро и Силвия Паскел.
- Завинаги, мексиканско-американска теленовела от 1996 г., адаптирана от Джоел Сегал, режисирана от Джон Бродерик и продуцирана от Карлос Сотомайор и Рафаел Уриостеги за Фокс, с участието на Мария Майензет, Марк Шнайдер и Черил Макуилямс, версия е на За цял живот.
- Мащеха, мексиканска теленовела от 2005 г., адаптирана от Лиляна Абуд, режисирана от Ерик Моралес и Хорхе Едгар Рамирес и продуцирана от Салвадор Мехия за Телевиса, с участието на Виктория Руфо, Сесар Евора и Жаклин Андере.
- Кой уби Патрисия Солер, колумбийска теленовела от 2015 г., адаптирана от Ана Мария Мартинес, режисирана от Фелипе Агилар и Родолфо Ойос и продуцирана от Уго Леон Ферер за Ар Си Ен Телевисион, с участието на Итати Канторал, Мигел де Мигел и Джералдин Зивик.
- Мащехата, мексиканска теленовела от 2022 г., адаптирана от Габриела Ортигоса, режисирана от Серхио Катаньо и Ектор Маркес и продуцирана от Кармен Армендарис за ТелевисаУнивисион, с участието на Арасели Арамбула и Андрес Паласиос.